# Príklon
Príklon (en rus: Приклон) és un poble de l'óblast de Vladímir, a Rússia, segons el cens del 2010 tenia 445 habitants. Pertany al districte municipal de Mélenki.